# Linna Vogel Irelan
Linna Vogel Irelan (* 23. April 1846 in Leipzig als Linna Vogel von Fogelstein; † 25. März 1935 in Oakland), kurz Linna V. Irelan, war eine deutsch-US-amerikanische Malerin und Keramikerin.

## Leben
Linna Vogel von Fogelstein wurde im Frühling 1846 in Leipzig geboren. Sie stammte aus einer bekannten Familie, zu deren Vorfahren Gründungspersönlichkeiten der Universität Leipzig und der Porzellanmanufaktur Meißen gehörten, und war eine Großnichte Otto von Bismarcks. Zunächst studierte sie Kunst in Leipzig und Genf, bevor sie um 1870 in Leipzig den US-amerikanischen Studenten William Irelan Jr. (1842–1925) heiratete und mit ihm nach Kalifornien auswanderte. Dort ließ sich das Ehepaar in San Francisco nieder, wo Linna Irelan 1871 ihre Werke erstmals beim San Francisco Mechanics’ Institute ausstellte. Zwei Jahre später wurde das Ehepaar Irelan Eltern eines Sohnes namens Oscar. Ihr Ehemann arbeitete als Mineraloge und  war von 1886 bis 1892 California State Mineralogist. Linna Irelan selbst war Autorin mindestens eines wissenschaftlichen Artikels über kalifornische Tonvorkommen.

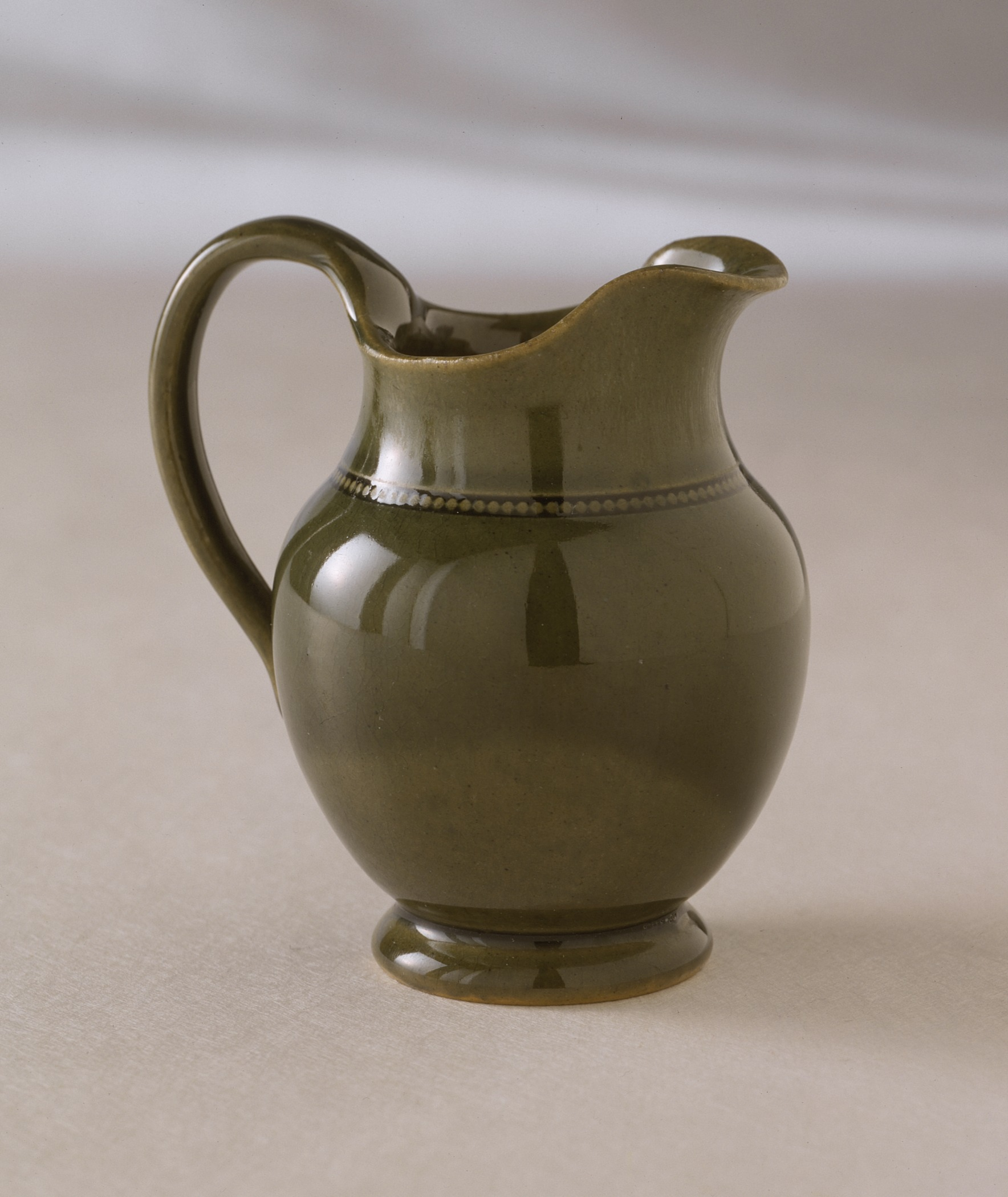
Ein Krug der Roblin Art Pottery (1898)

In den 1870er Jahren nahm Irelan weiteren Kunstunterricht an der San Francisco School of Design unter Virgil Macey Williams, Chris Jorgensen und Raymond Dabb Yelland. Als Malerin wirkte sie hauptsächlich in der Landschafts- und Blumenmalerei und bediente sich diverser kalifornischer Sujets, darunter alter spanischer Missionsstationen und adobes, also Lehmziegelhäusern. Daneben malte sie auch einige Porträts. Hauptsächlich arbeitete sie mit Öl- und Wasserfarben. Irelan stellte ihr Werk 1885 bei der San Francisco Art Association und 1883 und 1885 auf der California State Fair aus. 1891 kam sie über ihre Verbindungen zur Mineralogie in Kontakt mit dem Keramiker Alexander W. Robertson, mit dem sie sich zunächst über eine mögliche künstlerische Nutzung der kalifornischen Tonreserven austauschte. Daraus entstand der Plan, eine gemeinsame Kunsttöpferei in San Francisco zu begründen. Nachdem erste Versuche in den frühen 1890er Jahren nur von kurzer Dauer waren, konnten die beiden ab 1898 unter dem Namen Roblin Art Pottery einen dauerhaften Betrieb unterhalten, an den später eine kurzlebige Töpfereischule angeschlossen wurden. Die hohen Kosten des Unterfangens erschwerten den Betrieb.
Robertson und Irelan produzierten neben einigen Gebrauchsgegenständen hauptsächliche kunstvolle Vasen. Während sich Robertson für die technischen Aspekte der Herstellung der Werke verantwortlich zeigte, übernahm Irelan in vielen Fällen die Modellierung und Gestaltung der Objekte, unter anderem mit Maltechniken oder Schnitzereien. Irelan stach dabei unter anderem durch ambitioniert gestaltete Tierfiguren hervor. Sie behauptete dabei, die erste Frau euroamerikanischer Herkunft zu sein, die in Kalifornien als Keramikerin aktiv sei. Die Werke der Roblin Art Pottery erarbeiteten sich rasch einiges an Renommee und wurde unter anderem auf der Weltausstellung Paris 1900 und der California State Fair 1903 ausgezeichnet. Kunsthistorisch sind sie in der Nähe zum Arts and Crafts Movement zu verorten. Beim Erdbeben von San Francisco 1906 wurde die Töpferei und große Teile der bisherigen Werke von Robertson und Irelan zerstört und das gemeinsame Projekt daher von beiden aufgegeben. Unklar ist, ob Irelan danach noch als Künstlerin tätig blieb. Neben der Malerei und der Töpferei wirkte Irelan um 1901 auch im Lederschnitt. Das Ehepaar Irelan zog etwa 1908 ins nah gelegene Berkeley und verbrachte dort gemeinsam seinen Lebensabend. Sie starb im März 1935 im Alter von 88 Jahren in Oakland.